# روز غيرلي
روز غيرلي (بالإنجليزية: Rose Greely)‏ هي مهندسة المناظر الطبيعية ومهندسة معمارية أمريكية، ولدت في 1887 في واشنطن العاصمة في الولايات المتحدة، وتوفيت في 23 مايو 1969.